# Skektjärnarna
Skektjärnarna är en sjö i Härjedalens kommun i Hälsingland och ingår i Ljusnans huvudavrinningsområde.